# Concert du nouvel an 1997 à Vienne
Le concert du nouvel an 1997 de l'orchestre philharmonique de Vienne, qui a lieu le 1er janvier 1997, est le 57e concert du nouvel an donné au Musikverein, à Vienne, en Autriche. Il est dirigé pour la deuxième fois par le chef d'orchestre italien Riccardo Muti, quatre ans après sa précédente apparition.
Johann Strauss II y est toujours le compositeur principal, mais son frère Josef est représenté avec cinq pièces, et leur père Johann clôt le concert avec sa célèbre Marche de Radetzky. Par ailleurs, Franz Von Suppé est de retour au programme après deux ans, et c'est la première fois qu'une œuvre du compositeur autrichien Josef Hellmesberger II est interprétée lors d'un concert du nouvel an au Musikverein.
Huit pièces sur les dix-neuf au total sont jouées pour la première fois au concert du nouvel an.

## Programme

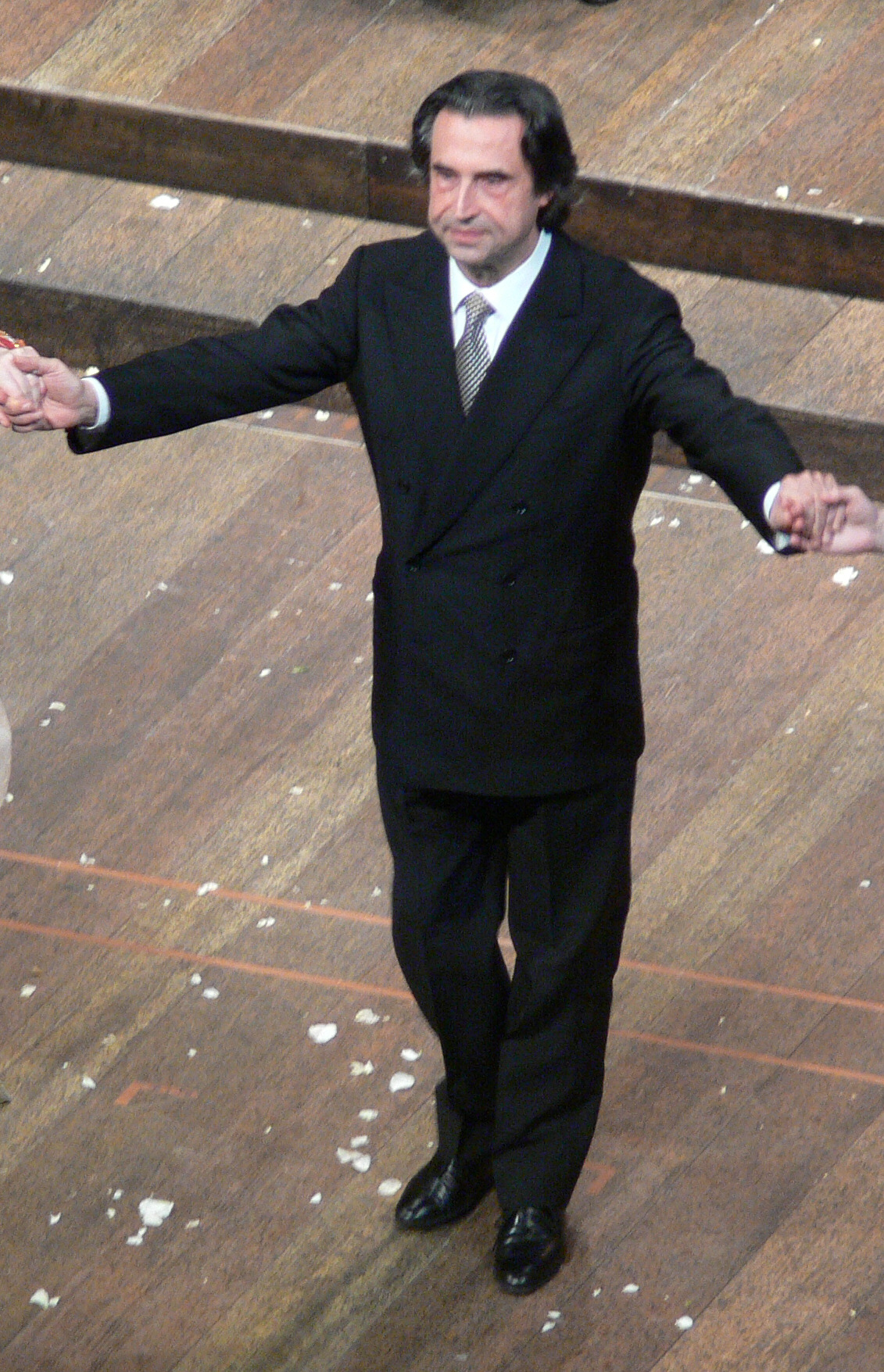
Le chef Riccardo Muti (en 2008)

Les pièces suivies d'un astérisque (*) sont jouées pour la première fois

### Première partie
1. Johann Strauss II : Motoren, valse, op.265*
2. Johann Strauss II : 'S gibt nur a Kaiserstadt, 's gibt nur a Wien!, polka, op. 291
3. Josef Strauss : Carrière, polka rapide, op. 200*
4. Johann Strauss II : Patronessen-Polka, polka française, op. 286
5. Johann Strauss II : Hofball-Tänze, valse, op. 298*
6. Johann Strauss II : Bluette, polka française, op. 271*
7. Johann Strauss II : Die Bajadere, polka rapide, op. 351*

### Deuxième partie
1. Franz von Suppé : ouverture de la Cavalerie légère (Leichte Kavallerie)*
2. Josef Strauss : Dynamiden, valse, op. 173
3. Josef Strauss : Frauenherz, polka-mazurka, op.166
4. Josef Hellmesberger II : Leichtfüßig, polka rapide*
5. Johann Strauss II : Neue Pizzicato-Polka, polka, op. 449
6. Johann Strauss II : Fata morgana, polka-mazurka, op. 330
7. Johann Strauss II : Russischer Marsch, marche, op. 426
8. Johann Strauss II :  Freuet euch des Lebens, valse, op. 340
9. Josef Strauss : Vorwärts!, polka rapide, op. 127*

### Rappels
1. Josef Strauss : Eingesendet, polka rapide, op. 240
2. Johann Strauss II : Le Beau Danube bleu, valse, op. 314
3. Johann Strauss : Marche de Radetzky, marche, op. 228